# Onthophagus thaitai
Onthophagus thaitai là một loài bọ cánh cứng trong họ Bọ hung (Scarabaeidae).